# استرونتیانیت
استرونتیانیت  (به انگلیسی: Strontianite) با فرمول شیمیایی SrCO3 از مجموعه کانی هاست و کانیهای شبیه آن آراگونیت و ناترولیت است. از محلی در اسکاتلند به نام Strontian گرفته شده‌است. SrO:۷۰٫۱۹٪ CO۲:۲۹٫۸۱٪ برای اولین بار در بریتانیای کبیر کشف شد و از نظر شکل بلور: منشوری - آسیکولار، رنگ: سفید - خاکستری - زرد - صورتی - سبز - بنفش، شفافیت: شفاف - نیمه شفاف، شکستگی: ناصاف، جلا: شیشه‌ای - چرب، رخ: ناقص، سیستم تبلور: ارترومبیک و در رده‌بندی کربنات است و منشأ تشکیل آن هیدروترمال - رسوبی است.
همایند کانی‌شناسی (پارانژ) آن آراگونیت - ناترولیت- کلسیت- باریتین است
، از نظر ژیزمان بلوری - اگرگات الیافی درخشان نسبتاًْ کمیاب است و بیشتر در آلمان غربی، اطریش، بریتانیای کبیر و آمریکا یافت می‌شود.